# Аленицын, Владимир Дмитриевич
Влади́мир Дми́триевич Аленицын (1846—1910) — русский зоолог, статистик и картограф.

## Биография
Родился 29 апреля (11 мая) 1846 года в Камышлове Пермской губернии. С серебряной медалью окончил Екатеринбургскую гимназию и поступил в 1867 году на физико-математический факультет Казанского университета. В 1871 году, по окончании кандидатом университетского курса естественных наук (ученик Н. П. Вагнера), получил в Санкт-Петербурге место консерватора сравнительно-анатомического музея при Санкт-Петербургском университете.
Ещё в бытность студентом основал вместе с О. Е. Клером в Екатеринбурге «Уральское общество любителей естествознания» и занимался исследованиями по части зоологии, открыв новый вид инфузории, о чём сообщил в «Трудах» этого общества (т. I, 1871 г.), «Chetospira Dutourii, новая форма из группы ресничных инфузорий».
В 1873 году был командирован Петербургским обществом естествознания для исследования Троицко-Челябинских соляных озёр на Урале, в 1874 году принимал деятельное участие в Арало-Каспийской экспедиции, изложив результаты своих исследований в защищённой им 1876 году магистерской диссертации «Гады островов и берегов Аральского моря»; первый из натуралистов положил прочное основание научному исследованию Аральского моря и во всех своих исследованиях старался провести оригинальный взгляд или оригинальный метод исследования.
В 1877 году читал в Санкт-Петербургском университете в качестве приват-доцента специальный курс о методах исследования водной фауны, в 1878 году поступил на службу в Министерство внутренних дел Российской империи, в Центральный статистический комитет, в 1879 году назначен его картографом, а в 1883 году — младшим редактором.
С 1872 по 1881 год помещал в разных журналах статьи по зоогеографии, а в 1884 и 1886 годах напечатал два исследования по вопросу о пересмотре действующих в империи законов о евреях.
Аленицын — автор текста и музыки «Гимна на коронование Е. И. В. государя императора Александра III». Написал ряд статей для «Энциклопедического словаря Брокгауза и Ефрона».
Скончался 13 (26) ноября 1910 года в Москве.